# Jean Bernard Lasserre
Jean Bernard Lasserre (* 11. Mai 1953) ist ein französischer Mathematiker.

## Leben und Wirken
Lasserre studierte an der École nationale supérieure d’informatique et de mathématiques appliquées (ENSIMAG) in Grenoble mit dem Abschluss als Ingenieur 1976 und wurde 1978 als Ingenieur an der Universität Paul Sabatier in Toulouse promoviert, an der er 1984 den zweiten Teil der Promotion (Doctorat d´Etat) absolvierte. Danach forschte er dort für den CNRS. Er ist Forschungsdirektor am Laboratoire d'analyse et d'architecture des systèmes (LAAS) des CNRS in Toulouse und außerdem am Mathematischen Institut der Universität Toulouse.
1978/79 und 1985/86 war er Gastwissenschaftler an der University of California, Berkeley und war Gastwissenschaftler an der Stanford University, dem Massachusetts Institute of Technology, dem MSRI, in Australien, Kanada (Fields Institute, University of British Columbia), Mexiko, Leiden und Amsterdam.
Er befasst sich mit Optimierung, Wahrscheinlichkeitstheorie, reeller algebraischer Geometrie, Operations Research und angewandter Mathematik. Er ist ein Pionier auf dem Gebiet globaler polynomialer Optimierung (Sum of Squares Optimization, Lasserre-Hierarchie). Ein wichtiger Punkt dabei ist die Möglichkeit der Approximation von nicht-negativen Polynomen durch Polynome, die Summen von Quadraten sind.
2015 erhielt er den John-von-Neumann-Theorie-Preis, 2015 den Khachiyan Preis der Optimization Society von INFORMS und 2009 den Lagrange-Preis der SIAM und Mathematical Optimization Society. Er ist Fellow der SIAM (2014) und erhielt 2014 einen ERC Advanced Grant.

## Schriften
Bücher:
- An Integrated Approach in Production Planning and Scheduling, Lecture Notes in Economics and Mathematical Systems, Springer, Berlin 1994
- Markov Control Processes: Basic Optimality Criteria, Springer, New York, 1996
- Further Topics in Markov Control Processes, Springer, New York, 1999,
- Markov Chains and Invariant Probabilities, Birkhauser, 2003.
- Linear & Integer Programming vs Linear Integration and Counting, Springer, New York, 2009.
- Moments, Positive Polynomials and Their Applications, Imperial College Press, London, 2009
- Modern Optimization Modelling Techniques, Springer, New York, 2012
- An Introduction to Polynomial and Semi-Algebraic Optimization, Cambridge University Press, Cambridge, UK, 2015

Einige Aufsätze:
- A sum of squares approximation of nonnegative polynomials, SIAM Journal on Optimization, Band 16, 2006, 751–765.
- Global optimization with polynomials and the problem of moments, SIAM Journal on Optimization, Band 11, 2001, S. 796–817.
- A semidefinite programming approach to the generalized problem of moments, Mathematical Programming, Band 112, 2008, S. 65–92.
- A Sum of Squares Approximation of Nonnegative Polynomials, SIAM Review, Band 49, 2007, S. 651–669.